# Bernarda Pera
Bernarda Pera (Zara, 3 dicembre 1994) è una tennista croata naturalizzata statunitense. Il 12 giugno 2023 ha raggiunto il best ranking mondiale nel singolare, n. 27; il 21 febbraio 2022 ha raggiunto il miglior piazzamento mondiale nel doppio, n. 35.

## Biografia
Bernarda è nata a Zara da famiglia di origini croato-dalmate italiane. Oltre all'inglese, parla anche il croato. Ha rappresentato la sua nazione fino all'età di 16 anni, quando suo padre, cittadino statunitense, si trasferì con la famiglia negli Stati Uniti per permettere a Bernarda di crescere a livello tennistico. Si stabilirono nel New Jersey. 
La giocatrice ha una relazione con il cestista croato Kristijan Krajina dal 2018.

## Carriera

### 2011- 2021: primi anni
Ha debuttato nel WTA Tour agli US Open 2014, grazie alla wildcard ricevuta nella specialità del doppio, in coppia con Tornado Alicia Black. Nel singolare invece fa la sua prima apparizione in uno Slam all'Australian Open 2018, come lucky loser. Dopo aver vinto il primo turno ottiene la sua prima vittoria contro una giocatrice presente nella top-ten, estromettendo al secondo turno la decima testa di serie Johanna Konta. 
Al Roland Garros 2021, assieme a Magda Linette, raggiunge la sua prima semifinale Slam, dopo aver battuto al primo turno le finaliste in carica Guarachi/Krawczyk e al terzo turno le n. 10 del seeding Hradecká/Siegemund.

### 2022: primi titoli WTA e ingresso in top-50
Dopo un secondo turno all'Australian Open, ottiene la finale al WTA 125 di Karlsruhe, la prima nel circuito: nella circostanza, si arrende a Mayar Sherif in due set. Al Roland Garros e a Wimbledon esce all'esordio. Al WTA 250 di Budapest, si qualifica per il main draw grazie ai successi su Zavac'ka e Shapatava. Al primo turno, si impone sulla lucky loser Bassols Ribera e poi sulla nº 5 del seeding Sasnovič; nei quarti, supera Elisabetta Cocciaretto, mentre in semifinale batte la padrona di casa Anna Bondàr, accedendo alla sua prima finale di questo livello nel circuito maggiore. Nell'incontro valido per il titolo, l'americana prevale su Aleksandra Krunić con un doppio 6–3, conquistando, senza cedere set nel percorso, il suo primo trofeo WTA della carriera.
La settimana successiva, al torneo di Amburgo, batte agevolmente Ruse, Züger e Siniaková, approdando in semifinale. Nella circostanza, lascia sei giochi a Maryna Zanevs'ka, qualificandosi per la seconda finale WTA dell'anno di livello WTA 250. Nella circostanza, Pera si impone sulla nº 2 del mondo Anett Kontaveit con lo score di 6–2, 6–4, portando a casa il secondo titolo WTA della carriera e vincendo 12 partite consecutive senza cedere alcun set. Grazia alle due strepitose settimane, l'americana sale al nº 54 del mondo, suo nuovo best ranking.
Torna in campo al WTA 125 di Concord, dove inanella altri 4 successi di fila per arrivare in finale contro la connazionale Vandeweghe che s'impone. Nel WTA 250 di Cleveland, batte la qualificata Hozumi e Krejčíková; nei quarti, prevale su Sofia Kenin in tre set, centrando la terza semifinale di livello in stagione: nella circostanza, cede il passo a Ljudmila Samsonova, che poi otterrà il titolo. Grazie a questi due risultati, Pera entra per la prima volta in carriera tra le prime 50 giocatrici del mondo.
Allo US Open, perde subito contro Kalinina. Dopo un finale di stagione senza risultati di spicco, l'americana termina la sua migliore annata al nº 44 del mondo, raggiungendo il nº 42 come best ranking.

### 2023: ottavi slam all'Open di Francia, 3T all'US Open, top-30
Dopo un primo turno a Auckland, raggiunge i quarti a Hobart, dove perde da Elisabetta Cocciaretto in tre set. All'Australian Open, sconfigge la wild-card Moyuka Uchijima e Qinwen Zheng, eguagliando il suo miglior risultato nello slam oceanico del 2018: nella partita valevole per gli ottavi, cede nel derby contro Coco Gauff. Dopo alcune uscite premature, a Indian Wells ottiene il terzo turno grazie ai successi su Bronzetti e la nº 12 del mondo Samsonova; nei sedicesimi, viene sconfitta da Sorana Cîrstea. 
Sulla terra raggiunge gli ottavi a Charleston (eliminata dalla top-10 Kasatkina) e il terzo turno a Madrid, battuta dalla nº 1 del mondo Świątek. Dopo i quarti a Strasburgo, disputa il Roland Garros: al primo turno, prevale sull'ex top-5 Kontaveit mentre, al secondo round, supera Donna Vekić. Al terzo turno, si prende la rivincita su Cocciaretto, approdando ai suoi primo ottavi slam della carriera. Nella circostanza soccombe alla nº 7 del mondo Ons Jabeur in due parziali. Grazie alla buona stagione su terra, Pera entra tra le prime trenta del mondo, alla 27ª posizione facendo segnare un nuovo best-ranking.
Sull'erba raccoglie solo una vittoria su tre tornei disputati, compresi Budapest dove esce al primo turno e Amburgo dove esce ai quarti, in entrambi i quali era la campionessa in carica. A causa dei punti persi, esce dalle prime 50 della classifica.
Sul cemento americano, il miglior risultato arriva allo US Open, dove batte la top-20 Kudermetova e Wang; nel suo primo terzo turno a New York, si fa rimontare da Jeļena Ostapenko.

### 2024: 2T a Wimbledon
Inizia la stagione cogliendo gli ottavi ad Adelaide contro Pegula, dopo aver sconfitto Paula Badosa. Agli Australian Open esce al primo turno contro Mirra Andreeva. Ad Oeiras raggiunge le semifinali, ma è costretta al ritiro contro Tauson per walkover da infortunata. Agli Open di Francia esce al secondo turno contro Varvara Gracheva, dopo aver battuto Nao Hibino al primo. A Gaiba perde nettamente la finale contro la connazionale Alycia Parks per 3–6, 1–6. Conferma i segni di ripresa a Wimbledon dove supera ai primi turni Potapova e Garcia prima di scontrarsi con Ostapenko, bissando il suo miglior risultato nello Slam britannico del 2023. Sul finale di stagione, sul cemento asiatico, ottiene i quarti di finale a Guangzhou contro Siniakova e ad Hong Kong contro Fernandez. Chiude l'anno alla 75° posizione del ranking.

### 2025
Avvia la stagione ad Auckland dove raggiunge i quarti di finale contro la connazionale Montgomery. Esce al primo turno degli Australian Open. A Miami passando per le qualificazioni, batte al primo turno Tomljanovic, prima di perdere contro Pegula. Stesso percorso a Madrid dove viene ripescata come lucky loser, supera Fett prima di perdere contro Haddad Maia. All'Open di Francia ha un buon risultato, arrivando al terzo turno contro Svitolina dopo aver battuto Garcia e Vekic. A Wimbledon esce al primo turno contro Noskova.

## Caratteristiche tecniche e stile di gioco
Mancina, gioca aggressivamente da fondocampo con scambi anche lunghi e con elevata velocità di palla. Ha un servizio con cui cerca di aprirsi il gioco. Si trova più a suo agio sulla terra rossa, dove ha vinto i suoi due titoli WTA.

## Statistiche WTA

### Singolare

#### Vittorie (2)
| Legenda              |
| -------------------- |
| Grande Slam (0)      |
| Ori Olimpici (0)     |
| WTA Finals (0)       |
| WTA Elite Trophy (0) |
| Dal 2021             |
| WTA 1000 (0)         |
| WTA 500 (0)          |
| WTA 250 (2)          |

| N. | Data           | Torneo                         | Superficie  | Avversaria in finale | Punteggio |
| 1. | 17 luglio 2022 | Hungarian Grand Prix, Budapest | Terra rossa | Aleksandra Krunić    | 6–3, 6–3  |
| 2. | 23 luglio 2022 | Hamburg European Open, Amburgo | Terra rossa | Anett Kontaveit      | 6–2, 6–4  |

### Doppio

#### Vittorie (1)
| Legenda              |
| -------------------- |
| Grande Slam (0)      |
| Ori Olimpici (0)     |
| WTA Finals (0)       |
| WTA Elite Trophy (0) |
| Dal 2021             |
| WTA 1000 (0)         |
| WTA 500 (0)          |
| WTA 250 (1)          |

| N. | Data           | Torneo                          | Superficie | Compagna           | Avversarie in finale           | Punteggio           |
| 1. | 9 gennaio 2022 | Melbourne Summer Set, Melbourne | Cemento    | Kateřina Siniaková | Tereza Martincová Mayar Sherif | 6–2, 6(7)–7, [10–5] |

## Circuito WTA 125

### Singolare

#### Sconfitte (3)
| N. | Data           | Torneo                       | Superficie  | Avversaria in finale | Punteggio     |
| 1. | 15 maggio 2022 | Open Karlsruhe, Karlsruhe    | Terra rossa | Mayar Sherif         | 2–6, 4–6      |
| 2. | 14 agosto 2022 | Thoreau Tennis Open, Concord | Cemento     | Coco Vandeweghe      | 3–6, 7–5, 4–6 |
| 3. | 23 giugno 2024 | Veneto Open, Gaiba           | Erba        | Alycia Parks         | 3–6, 1–6      |

## Statistiche ITF

### Singolare

#### Vittorie (9)
| Torneo $100.000 (1) |
| Torneo $80.000 (1)  |
| Torneo $75.000 (0)  |
| Torneo $60.000 (0)  |
| Torneo $50.000 (0)  |
| Torneo $25.000 (2)  |
| Torneo $15.000 (1)  |
| Torneo $10.000 (4)  |

| N. | Data              | Torneo                                                                                                 | Superficie  | Avversaria in finale | Score         |
| 1. | 23 giugno 2013    | Future Alkmaar, Alkmaar                                                                                | Terra rossa | Natalija Kostić      | 6–1, 6–2      |
| 2. | 30 giugno 2013    | Breda Future, Breda                                                                                    | Terra rossa | Isabella Šinikova    | 6–4, 4–6, 6–0 |
| 3. | 1º settembre 2013 | Rotterdam Open, Rotterdam                                                                              | Terra rossa | Amandine Hesse       | 1–6, 6–3, 7–5 |
| 4. | 12 aprile 2014    | AEGON Pro Series Gloucester, Gloucester                                                                | Cemento (i) | Klaartje Liebens     | 6–3, 6–1      |
| 5. | 29 giugno 2014    | Breda Future, Breda                                                                                    | Terra rossa | Beatriz Haddad Maia  | 6–1, 7–6(8)   |
| 6. | 13 luglio 2015    | Internazionali di Imola, Imola                                                                         | Sintetico   | Sherazad Reix        | 6–2, 6–3      |
| 7. | 2 luglio 2017     | Internationaler Württembergische Damen-Tennis-Meisterschaften um den Stuttgarter Stadtpokal, Stoccarda | Terra rossa | Anna Zaja            | 6–4, 6–4      |
| 8. | 23 luglio 2017    | ITS Cup, Olomouc                                                                                       | Terra rossa | Kristýna Plíšková    | 7–5, 4–6, 6–3 |
| 9. | 19 maggio 2019    | Empire Trnava Cup, Trnava                                                                              | Terra rossa | Anna Blinkova        | 7–5, 7–5      |

#### Sconfitte (11)
| Torneo $100.000 (0) |
| Torneo $80.000 (0)  |
| Torneo $75.000 (0)  |
| Torneo $60.000 (0)  |
| Torneo $50.000 (0)  |
| Torneo $25.000 (5)  |
| Torneo $15.000 (0)  |
| Torneo $10.000 (6)  |

| N.  | Data           | Torneo                                                          | Superficie      | Avversaria in finale | Score               |
| 1.  | 22 aprile 2012 | Bluesun Bol Ladies Open, Bol                                    | Terra rossa     | Anaïs Laurendon      | 4–6, 6–4, 3–6       |
| 2.  | 10 giugno 2012 | Sarajevo Ladies Open, Sarajevo                                  | Terra rossa     | Camelia Hristea      | 3–6, 6–3, 4–6       |
| 3.  | 7 ottobre 2012 | Salona Open, Salona                                             | Terra rossa     | Ana Savić            | 7–5, 2–6, 5–7       |
| 4.  | 24 marzo 2013  | Ciudad de la Raqueta, Madrid                                    | Terra rossa (i) | Réka Luca Jani       | 6–2, 4–6, 4–6       |
| 5.  | 8 aprile 2013  | Bluesun Bol Ladies Open, Bol                                    | Terra rossa     | Ágnes Bukta          | 7–5, 2–6, 5–7       |
| 6.  | 15 giugno 2014 | Amstelveen Future Tournament, Amstelveen                        | Terra rossa     | Quirine Lemoine      | 6–2, 4–6, 2–6       |
| 7.  | 17 aprile 2016 | Pelham Racquet Club Women's $25K Pro Circuit Challenger, Pelham | Terra verde     | Grace Min            | 4–6, 4–6            |
| 8.  | 2 aprile 2017  | Forte Village International Tournament, Pula                    | Terra rossa     | Bianca Andreescu     | 7–6(8), 2–6, 6(8)–7 |
| 9.  | 16 aprile 2017 | Forte Village International Tournament, Pula                    | Terra rossa     | Georgia Brescia      | 1–6, 2–6            |
| 10. | 13 maggio 2017 | Dunakeszi Open, Dunakeszi                                       | Terra rossa     | Marta Kostjuk        | 4–6, 3–6            |
| 11. | 9 luglio 2017  | Darmstadt Tennis International, Darmstadt                       | Terra rossa     | Anhelina Kalinina    | 2–6, 6–0, 3–6       |

### Doppio

#### Vittorie (8)
| Torneo $100.000 (0) |
| Torneo $80.000 (0)  |
| Torneo $75.000 (1)  |
| Torneo $60.000 (0)  |
| Torneo $50.000 (0)  |
| Torneo $25.000 (3)  |
| Torneo $15.000 (0)  |
| Torneo $10.000 (4)  |

| N. | Data           | Torneo                                       | Superficie  | Compagna              | Avversarie in finale                                 | Score               |
| 1. | 25 agosto 2013 | Twents Open, Enschede                        | Terra rossa | Svjatlana Piraženka   | Anna Katalina Alzate Esmurzaeva Rosalie van der Hoek | 6–2, 6–1            |
| 2. | 14 giugno 2014 | Amstelveen Future Tournament, Amstelveen     | Cemento     | Viktorija Tomova      | Tatiana Búa Beatriz Haddad Maia                      | 6–0, 2–1 rit.       |
| 3. | 22 giugno 2014 | Future Alkmaar, Alkmaar                      | Terra rossa | Beatriz Haddad Maia   | Charlotte van der Meij Mandy Wagemaker               | 6–1, 1–6, [10–5]    |
| 4. | 22 giugno 2015 | Helsingborg Ladies Open, Helsingborg         | Terra rossa | Pemra Özgen           | Ekaterine Gorgodze Cornelia Lister                   | 6–2, 6–0            |
| 5. | 10 agosto 2015 | Advantage Cars Praga Open, Praga             | Terra rossa | Kateřina Kramperová   | Miriam Kolodziejová Markéta Vondroušová              | 7–6(4), 5–7, [10–1] |
| 6. | 25 marzo 2016  | Open du Havre, Le Havre                      | Cemento (i) | Sabrina Santamaria    | Georgina García Pérez Diāna Marcinkēviča             | 6–2, 6–2            |
| 7. | 1º aprile 2017 | Forte Village International Tournament, Pula | Terra rossa | Lina Ǵorčeska         | Prarthana Thombare Eva Wacanno                       | 6–2, 6–3            |
| 8. | 15 aprile 2017 | Forte Village International Tournament, Pula | Terra rossa | Georgina García Pérez | Cristiana Ferrando Camilla Rosatello                 | 6–4, 6–3            |

#### Sconfitte (7)
| Torneo $100.000 (0) |
| Torneo $80.000 (0)  |
| Torneo $75.000 (0)  |
| Torneo $60.000 (0)  |
| Torneo $50.000 (2)  |
| Torneo $25.000 (3)  |
| Torneo $15.000 (0)  |
| Torneo $10.000 (2)  |

| N. | Data             | Torneo                                             | Superficie    | Compagna            | Avversarie in finale                      | Score            |
| 1. | 12 aprile 2013   | Bluesun Bol Ladies Open, Bol                       | Terra rossa   | Jana Fett           | Barbora Krejčíková Polina Lejkina         | 3–6, 3–6         |
| 2. | 17 giugno 2013   | Future Alkmaar, Alkmaar                            | Terra rossa   | Gaia Sanesi         | Kim van der Horst Monique Zuur            | 3–6, 6(5)–7      |
| 3. | 9 agosto 2014    | Flanders Ladies Trophy Koksijde, Koksijde          | Terra rossa   | Demi Schuurs        | Ysaline Bonaventure Richèl Hogenkamp      | 4–6, 4–6         |
| 4. | 2 novembre 2014  | John Newcombe Women's Pro Challenge, New Braunfels | Cemento       | Alexa Glatch        | Mariana Duque Mariño Verónica Cepede Royg | 0–6, 3–6         |
| 5. | 12 luglio 2015   | Internazionali di Imola, Imola                     | Sintetico     | Despina Papamichail | Claudia Giovine Xenia Knoll               | 5–7, 2–6         |
| 6. | 27 febbraio 2016 | ITF Women's Circuit Thurgau, Kreuzlingen           | Sintetico (i) | Tena Lukas          | Antonia Lottner Amra Sadiković            | 7–5, 2–6, [5–10] |
| 7. | 9 ottobre 2016   | USTA Challenger of Redding, Redding                | Cemento       | Julia Elbaba        | Ema Burgić Bucko Sabrina Santamaria       | 3–6, 6(4)–7      |

## Vittorie contro giocatrici Top 10
| Stagione | 2018 | 2019 | 2020 | 2021 | 2022 | Totale |
| Vittorie | 1    | 0    | 0    | 0    | 1    | 2      |

| #    | Giocatrice      | Ranking | Evento                         | Superficie  | Turno | Punteggio | Rank. BPR |
| ---- | --------------- | ------- | ------------------------------ | ----------- | ----- | --------- | --------- |
| 2018 |                 |         |                                |             |       |           |           |
| 1.   | Johanna Konta   | 10      | Australian Open, Melbourne     | Cemento     | 2T    | 6–4, 7–5  | 123       |
| 2022 |                 |         |                                |             |       |           |           |
| 2.   | Anett Kontaveit | 2       | Hamburg European Open, Amburgo | Terra rossa | F     | 6–2, 6–4  | 81        |